# Myśl Narodowa
Myśl Narodowa – czasopismo społeczno-kulturalne związane ze Stronnictwem Narodowym, wydawane w latach 1921–1939 w Warszawie. Jedno z najważniejszych pism o tej tematyce w dwudziestoleciu
międzywojennym. Pierwszy numer „Myśli Narodowej” ukazał się 22 października 1921 roku. Przez prawie cały czas istnienia pismo wychodziło jako tygodnik (od zeszytu 28. z 1 lipca 1926 r. do zeszytu 28. z 15 grudnia 1928 r. jako dwutygodnik).
Pierwszym redaktorem i wydawcą był Józef Wierzejski; od nr 10 redakcję objął publicysta Ignacy Oksza-Grabowski; od końca 1922 tygodnikiem kierował Stanisław Włodek, od 1925 – Jan Rembieliński; z końcem 1925 na czele „Myśli Narodowej” stanął Zygmunt Wasilewski, krytyk literacki i jeden z czołowych teoretyków obozu narodowego.
W dziejach „Myśli Narodowej” można wyróżnić dwa zasadnicze okresy: od powstania tygodnika do października 1925 roku, gdy czołowymi postaciami pisma „Myśl Narodowa. Tygodnik Polityczno-Społeczny” byli Adolf Nowaczyński, Ignacy Oksza-Grabowski i Stanisław Pieńkowski, oraz od października 1925 roku do ostatniego zeszytu, gdy tygodnik zaczął być prowadzony przez Zygmunta Wasilewskiego, zmieniono nazwę na „Myśl Narodowa. Tygodnik Poświęcony Kulturze Twórczości Polskiej” i stał się, obok wznowionego w latach 1922–1926 Przeglądu Wszechpolskiego, czołowym czasopismem ideowo-programowym Narodowej Demokracji, a po zakończeniu działalności w lipcu 1926 roku „Przeglądu Wszechpolskiego” został oficjalnym organem ideowo-teoretycznym obozu narodowego.
Wraz z rozwojem nowej edycji „Myśli Narodowej” stałą tendencją było regularne zwiększanie liczby jej współpracowników. W październiku 1925 r. redakcja informowała o zapowiedzi publikowania tekstów na łamach pisma złożonej łącznie przez 79 autorów. W połowie 1926 r. grupa pisarzy skupiona wokół tygodnika liczyła 90 publicystów, w końcu tego roku przekroczyła 100, w 1927 r. – 120, aby w 1928 r. zwiększyć się do 130, co świadczyło o olbrzymim sukcesie redaktora naczelnego oraz jego wpływach w kręgach literackich i naukowych.
Z pismem współpracowali m.in. Tadeusz Bielecki, Joachim Stefan Bartoszewicz, Jerzy Braun, Ignacy Chrzanowski, Stefan Tytus Dąbrowski, Roman Dmowski, Witold Doroszewski, Julian Ejsmond, Karol Stefan Frycz, Józef Aleksander Gałuszka, Leszek Gembarzewski, Jędrzej Giertych, Tadeusz Gluziński, Stanisław Głąbiński, Tadeusz Grabowski, Adam Grzymała-Siedlecki, Kazimiera Iłłakowiczówna, Władysław Jabłonowski, Ludwik Jaxa-Bykowski, Jan Kasprowicz, Zofia Kiedroniowa, Wacław Komarnicki, Feliks Koneczny, Władysław Konopczyński, Stanisław Kozicki, Wanda Miłaszewska, Stanisław Miłaszewski, Adolf Nowaczyński, Stefan Olszewski, Jan Opieński, Stanisław Pigoń, Jan Rembieliński, Władysław Reymont, Maria Rodziewiczówna, Karol Hubert Rostworowski, Roman Rybarski, Jan Emil Skiwski, Mieczysław Skrudlik, Wacław Sobieski, Zdzisław Stahl, Karol Stojanowski, Aleksander Świętochowski, Edward Taylor, Bohdan Wasiutyński, Józef Weyssenhoff, Bohdan Winiarski, Maryla Wolska, Emil Zegadłowicz, Jerzy Zdziechowski.